# Arturo Frondizi
Arturo Frondizi Ércoli, född 28 oktober 1908 i Paso de los Libres, Corrientes, död 18 april 1995 i Buenos Aires, var en argentinsk advokat, journalist och politiker. Han var Argentinas president 1958–1962.

## Biografi
Frondizi blev under 1930-talet en ledande medlem i Radikala medborgarunionen (UCR) och förnyade under 1940-talet partiets politik. Han blev ledare för UCR 1946, och var en av Juan Peróns främsta politiska motståndare. Han invaldes samma år som ledamot för Buenos Aires i deputeradekammaren. Hans politik präglades av en ideologisk förskjutning inspirerad av Rogelio Frigerio, till ett slags utvecklingspolitik med mindre inflytande från staten och stor vikt vid industrialisering, till följd av multinationella företags etablering i landet.
Efter Peróns störtande i en militärkupp 1955 och militärregeringarnas misslyckade ekonomiska politik 1955–58, erhöll Frondizi en betydande majoritet i presidentvalet 1958 efter att ha erhållit stöd av det förbjudna peronistpartiets anhängare. Frondizis mandatperiod präglades av konservativt och militärt inflytande över mycket av den inhemska och internationella politiken. 1959 ledde hans sociala och ekonomiska politik till strejker och protester bland arbetare och studenter. Med bättre manöverutrymme efter recessionen 1959 hade hans politik 1961 återställt landets ekonomi, och han fick stöd av landets medelklass. 
Inför kongressvalet 1962 tillät han peronistpartiet att delta. Han avsattes dock i en militärkupp, sedan peronisterna blivit deputeradekammarens största parti.